# Port-d’Envaux
Port-d’Envaux – miejscowość i gmina we Francji, w regionie Nowa Akwitania, w departamencie Charente-Maritime.
Według danych na rok 1990 gminę zamieszkiwało 1028 osób, a gęstość zaludnienia wynosiła 46 osób/km² (wśród 1467 gmin regionu Poitou-Charentes Port-d’Envaux plasuje się na 296. miejscu pod względem liczby ludności, natomiast pod względem powierzchni na miejscu 318.).